# Ailuropoda
Ailuropoda là chi duy nhất trong phân họ gấu Ailuropodinae. Hiện tại chỉ còn duy nhất một loài còn tồn tại trong 5 loài của chi này là loài Gấu trúc lớn (Ailuropoda melanoleuca).

## Các loài
- †Ailuropoda microta Pei, 1962 (late Pliocene)[cần giải thích]
- †Ailuropoda wulingshanensis Wang et alii. 1982 (late Pliocene - early Pleistocene)
- †Ailuropoda baconi (Woodward 1915) (Pleistocene)
- †Ailuropoda minor Pei, 1962 (Pleistocene)[cần giải thích]
- Ailuropoda melanoleuca (David, 1869)
  - Ailuropoda melanoleuca melanoleuca (David, 1869)
  - Ailuropoda melanoleuca qinlingensis Wan Q.H., Wu H. et Fang S.G., 2005